# 伯夷
伯夷（？—？），子姓，墨胎氏，名允，商紂王末期孤竹国第八任君主亞微的長子，弟亞憑、叔齊。
叔齊是孤竹国君主亚微内定的继承人，但由于有悖于传统嫡长子继承的宗法伦理，叔齊不忍心与長兄争夺君位，伯夷也不願違背父意。后伯夷和叔齊雙雙出走，离开了孤竹国，禪讓予亞憑。
伯夷、叔齊聽說西伯姬昌善待賢達老者，遂前去投靠。姬昌死后，其子姬發（周武王）出兵討伐纣王，伯夷和叔齐不满武王身为藩國卻攻擊君主，加上自己世为商臣，叩馬力谏。武王不听，左右衛兵欲動武，被姜子牙阻止，說“此義士也”，命士兵把二人拉至旁處。不久武王克殷。两人憤愾，决定不食周粟，以表明對周武王的不滿，最终隐居在原殷商荒芜之地首陽山，以树皮、蕨菜为食，並有《采薇歌》曰：“登彼西山兮，採其薇矣。以暴易暴兮，不知其非矣。神農﹑虞﹑夏忽焉沒兮，我安適歸矣？于嗟徂兮，命之衰矣！”最终饿死。
伯夷和叔齊由于不食周粟的高風亮節，后被认为是怀念故国的典范，也变成了后来改朝换代后忠于前朝的遗老遗少的代名词。《史記》七十列傳中以《伯夷列傳》為首篇，錢鍾書在《管錐編》說：“此篇記夷齊行事甚少，感慨議論居其大半，反議論之賓，為傳記之主。馬遷牢騷孤憤，如喉鯁之快於一吐，有欲罷不能者。”
孤竹国在商朝灭亡后又存在了數百年。直到周朝春秋時代齐桓公称霸時，討伐山戎途中，顺道將孤竹国消灭。
而二人后除了国君亞憑外，再也没有王系见于史籍。都穆《遊名山記》卷一《首陽山》記伯夷、叔齊隱居處有古柏二，“二根相距數尺，而幹上交若兄弟之相倚者”。

## 延伸阅读
[在维基数据编辑]
 《史記/卷061》，出自司馬遷《史記》